# Вулиця Ліщинова
Ву́лиця Ліщинова — вулиця у Залізничному районі міста Львова, в місцевості Сигнівка. Сполучає вулиці Грузинську та Луцьку.

## Історія
Виникла у 1946 році, як частина вулиці Луцької бічної, названа так на згадку про українське місто Луцьк, обласний центр Волинської області. 1958 року виділена в окрему вулицю та перейменована на Івову. Сучасна назва вулиця Ліщинова, походить з 1993 року.

## Забудова
Забудова вулиці Ліщинової — одноповерхова садибна, нові індивідуальні забудови.